# 데리
데리(영어: Derry, 아일랜드어: Doire) 또는 런던데리(영어: Londonderry, 아일랜드어: Doire Cholm Chille)는 북아일랜드의 도시이다. 교외지역까지 합쳐 인구 약 9만명으로 벨파스트에 이어 북아일랜드에서 두 번째로 큰 도시이며, 아일랜드섬 전체에서는 네 번째로 큰 도시이다.
오래된 성곽 도시가 포일 강(River Foyle)의 서안(西岸)에 위치하며, 강 위에는 2개의 도로교량과 1개의 보행교량이 있다. 오늘날의 도시는 강의 동쪽(워터사이드)과 서쪽(시티사이드)을 모두 포함한다. 데리는 아일랜드 공화국 더니골주와의 국경과 가까운데, 두 지역은 여러 세기에 걸쳐 가까운 관계를 가져왔다.

## 역사
이 도시는 아일랜드섬에서 역사가 오랜 도시 중 하나이다. 6세기에 성 골롬바가 수도원을 세웠고, 그 주변의 마을에서 비롯되었다고 한다. 17세기초 얼스터 식민의 일환으로, 아일랜드 협회(The Honourable The Irish Society)에 의해 조직된 런던의 리베리 사(Livery company)에 의해 이민자들이 조직되었고, 그들은 이전의 촌락으로부터 포일 강을 사이에 두고 런던데리를 세웠다. 런던데리는 식민에 반대하는 아일랜드 토착민들의 공격으로부터 방어하고자 성벽을 둘렀다. 런던데리는 아일랜드 최초의 계획도시로, 계획은 1613년에 시작되었다. 성벽은 1619년에 완공되었으며 £10,757의 비용이 들었다. 성곽도시 안의 중앙에 있는 네 문을 갖춘 다이아몬드형의 구조물은 방어에 유리한 디자인이라고 생각된다. 이 격자형의 패턴은 점차 영국령 북아메리카 식민지들에 복제되었다.
1689년, 명예 혁명에 의해 프랑스로 망명했다가 반격을 위해 아일랜드에 상륙한 제임스 2세의 군대가 도시를 105일간 포위했으나(데리 포위전(Siege of Derry)), 윌리엄 3세가 보낸 영국 왕립해군 지원군이 도착함에 따라 포위가 풀렸다. 포위를 견디며 주민 3만 명 중 1/4이 굶어죽었는데, 이후 아일랜드 신교도들 사이에서 "항복은 없다!(No Surrender!)"라는 구호가 나오게 되었다. 이 때 파괴된 도시는 18세기에 들어 재건되었다. 1790년에 포일 강을 건너는 첫 다리가 세워졌다. 18세기와 19세기에 이 도시는 북아메리카로 이주하는 아일랜드인을 보내는 중요한 항구가 되었다. 북미에 있는 런던데리 및 데리라는 지명은 그로부터 유래되었다.
19세기에는 아일랜드 대기근에 의해 큰 타격을 받은 지역으로부터 탈출한 이주자들의 목적지가 되었다. 1921년 영국-아일랜드 조약에 따라, 경제적 배후지인 더니골주와 분리되어 뜻하지 않게 국경도시가 되었다. 1972년 1월 30일, 영국군이 북아일랜드 시위대에게 발포해 14명이 사망했다. 2011년 5월 21일, 영국 여왕 엘리자베스 2세가 아일랜드 공화국을 방문한 직후 시내 건물에서 폭탄 테러가 있었으나, 인명 피해는 없었다.

## 인구
2001년의 센서스에서는 시내(17세기의 칙허장에 의한 경계선)에는 83,652명, 데리 도시권에는 90,736명이 거주한다. 런던데리 항구와 데리 공항이 있다. 한편 대(大) 데리 지역은 도시의 20 마일 (30 km)반경 이내의 지역으로, 237,000명의 인구를 가진다.
데리 도시권에 있어서의 2011년 센서스에서는 105,066명이 거주한다. 75%가 로마 가톨릭교회 신자이며 23%(2001년보다 3% 증가)가 프로테스탄트이다.

## 기후
| Ballykelly SAMOS (Derry Airport 1981–2010)의 기후 | Ballykelly SAMOS (Derry Airport 1981–2010)의 기후 | Ballykelly SAMOS (Derry Airport 1981–2010)의 기후 | Ballykelly SAMOS (Derry Airport 1981–2010)의 기후 | Ballykelly SAMOS (Derry Airport 1981–2010)의 기후 | Ballykelly SAMOS (Derry Airport 1981–2010)의 기후 | Ballykelly SAMOS (Derry Airport 1981–2010)의 기후 | Ballykelly SAMOS (Derry Airport 1981–2010)의 기후 | Ballykelly SAMOS (Derry Airport 1981–2010)의 기후 | Ballykelly SAMOS (Derry Airport 1981–2010)의 기후 | Ballykelly SAMOS (Derry Airport 1981–2010)의 기후 | Ballykelly SAMOS (Derry Airport 1981–2010)의 기후 | Ballykelly SAMOS (Derry Airport 1981–2010)의 기후 | Ballykelly SAMOS (Derry Airport 1981–2010)의 기후 |
| 월                                                | 1월                                               | 2월                                               | 3월                                               | 4월                                               | 5월                                               | 6월                                               | 7월                                               | 8월                                               | 9월                                               | 10월                                              | 11월                                              | 12월                                              | 연간                                              |
| ------------------------------------------------- | ------------------------------------------------- | ------------------------------------------------- | ------------------------------------------------- | ------------------------------------------------- | ------------------------------------------------- | ------------------------------------------------- | ------------------------------------------------- | ------------------------------------------------- | ------------------------------------------------- | ------------------------------------------------- | ------------------------------------------------- | ------------------------------------------------- | ------------------------------------------------- |
| 일평균 최고 기온 °C (°F)                          | 8.0 (46.4)                                        | 8.2 (46.8)                                        | 10.1 (50.2)                                       | 12.1 (53.8)                                       | 15 (59)                                           | 17.0 (62.6)                                       | 18.9 (66.0)                                       | 18.5 (65.3)                                       | 16.7 (62.1)                                       | 13.5 (56.3)                                       | 10.2 (50.4)                                       | 8 (46)                                            | 13.0 (55.4)                                       |
| 일평균 최저 기온 °C (°F)                          | 2.2 (36.0)                                        | 2.1 (35.8)                                        | 3.5 (38.3)                                        | 4.8 (40.6)                                        | 7 (45)                                            | 9.7 (49.5)                                        | 11.6 (52.9)                                       | 11.4 (52.5)                                       | 9.8 (49.6)                                        | 7.2 (45.0)                                        | 4.5 (40.1)                                        | 2.5 (36.5)                                        | 6.4 (43.5)                                        |
| 평균 강수량 mm (인치)                             | 83.5 (3.29)                                       | 62.7 (2.47)                                       | 69.8 (2.75)                                       | 55.2 (2.17)                                       | 51.2 (2.02)                                       | 56.1 (2.21)                                       | 66.1 (2.60)                                       | 75.3 (2.96)                                       | 68.7 (2.70)                                       | 89.0 (3.50)                                       | 86.7 (3.41)                                       | 88.4 (3.48)                                       | 852.6 (33.57)                                     |
| 평균 강수일수 (≥ 1 mm)                            | 17                                                | 13                                                | 16                                                | 12                                                | 12                                                | 11                                                | 13                                                | 13                                                | 13                                                | 16                                                | 19                                                | 15                                                | 170                                               |
| 평균 월간 일조시간                                | 52.3                                              | 72.4                                              | 100.9                                             | 155.0                                             | 202.7                                             | 161.4                                             | 140.4                                             | 141.1                                             | 119.6                                             | 102.5                                             | 57.9                                              | 37.7                                              | 1,343.9                                           |
| 출처: MetOffice                                   |                                                   |                                                   |                                                   |                                                   |                                                   |                                                   |                                                   |                                                   |                                                   |                                                   |                                                   |                                                   |                                                   |

## 데리/런던데리 시명 분쟁

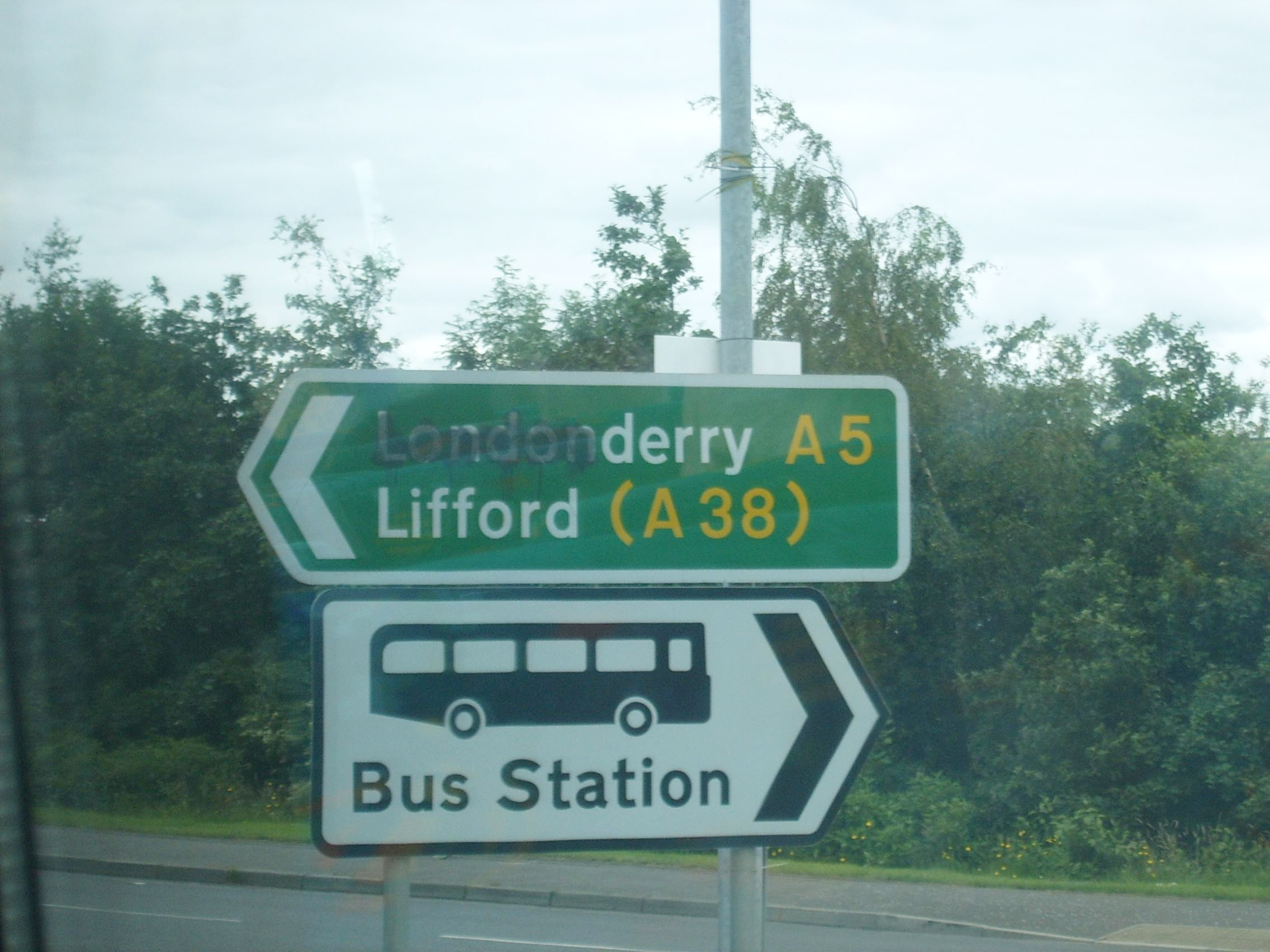
표지판에서 런던이란 글자가 지워져 있다

데리라는 이름은 아일랜드어 Daire 또는 Doire("참나무숲")를 영어화한 것이다. 이후 런던길드의 지배하에 들어갔으며, 1613년 제임스 1세로부터 칙허창을 획득하여 지명의 앞쪽에 "런던"을 붙이면서 도시 이름이 런던데리로 바꾸었다. 데리라는 지명이 가장 많이 알려져 있으나, 런던데리 또한 널리 쓰이며 법적 이름으로 남아 있다. 가톨릭교도 아일랜드 민족주의자들은 데리를, 왕당파 개신교도들은 런던데리라는 명칭을 선호한다. 그러나 많은 개신교도들 또한 일상회화에서는 데리라는 표현을 사용한다. 지역 당국의 결정과는 상관없이, 이 도시는 대체로 영국의 공문서에서는 런던데리로 알려져 있다. 아일랜드 공화국에서는 지도, 매스미디어 및 일상회화에서 언제나 이 도시를 데리라고 부른다.

## 기타
코먼웰스 게임에서 북아일랜드의 국가로 사용되는 '런던데리의 노래'(북아일랜드 축구 국가대표팀은 이 곡을 사용하지 않고 영국의 국가를 사용)는 이 도시로부터 비롯되었다. 민요 〈아, 목동들아〉 또한 이 노래의 가락을 채택한 것이다.